# Flor de María Harp
Flor de María Harp Iturribarría (Oaxaca, 26 de agosto de 1959) es una ingeniera y servidora pública mexicana experta en geología y metalurgia. En septiembre de 2024 la presidenta mexicana Claudia Sheinbaum la nombró directora general del Servicio Geológico Mexicano, siendo la primera vez que es una mujer la titular.

## Biografía
Se graduó de la carrera de ingeniería Industrial Química con mención honorífica en el Instituto Tecnológico de Oaxaca. Hizo una maestría en Procesamiento de Minerales y Metalurgia en la Universidad de Tohoku, donde obtuvo el reconocimiento a la mejor estudiante extranjera, así como una maestría en Administración por la Universidad Benito Juárez de Oaxaca. Fue catedrática en matemáticas, química orgánica e inorgánica y estadística. 
Durante 15 años fue gerente de Experimentación del Servicio Geológico Mexicano además de trabajar en la Comisión de Fomento Minero y en el Consejo de Recursos Minerales en áreas de Investigación Metalúrgica.
En 2023 Mundo Minero le otorgó el premio Ostotakani.